# Biddrina

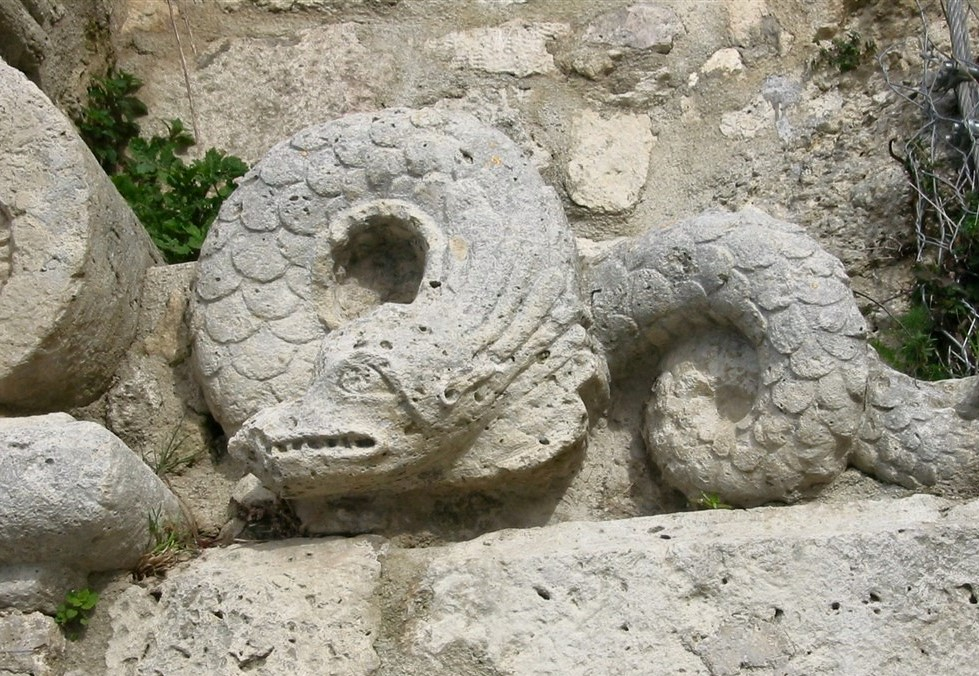
Scultura di una biddrina su una fontana di Mussomeli (CL)

La biddrina è un animale mitico che secondo la leggenda vive nelle zone umide della campagna della provincia di Caltanissetta.

## Etimologia
Il termine Biddrina potrebbe derivare da una parola araba che indicherebbe un grosso serpente d'acqua. Secondo altre fonti, invece, potrebbe originare da "belluino", bestiale. In alcune zone della Sicilia viene chiamata Culobbia o "Culofia".

## Descrizione
Questo ferocissimo rettile avrebbe una colorazione tra il verde e il blu, occhi rossi e una bocca talmente grande da consentirgli di ingoiare capretti, agnelli e bambini. Viene spesso descritta come un'enorme biscia oppure come un'idra o, ancora, come un incrocio tra un drago e un coccodrillo. Possiede una robusta corazza di squame luminose che la rende praticamente indistruttibile.

### Habitat
A Montedoro il suo habitat sarebbe un luogo paludoso alimentato dalle acque sulfuree della vicina miniera di zolfo, mentre nei pressi di Riesi, veniva avvistata in grotte. La fantasia popolare la fa rivivere inoltre nei paesi del circondario come Sommatino, Canicattì, Campobello e Marianopoli.
Attualmente a Butera, la vigilia della festa di San Rocco, è costume portare in giro per le strade u sirpintazzu, uno spauracchio in carta pesta simile per fattezze al drago della tradizione cinese, proprio per ricordare l'uccisione di una Biddrina che infestava la contrada Sieggiu, uccidendo bestiame e selvaggina ed impedendo ai contadini di coltivare le proprie terre. 
La leggenda narra che l'animale fu ucciso da alcuni buteresi coraggiosi che lo adescarono mediante un'oca il giorno della Madonna Assunta (il 15 agosto).

### Comportamento
La leggenda vuole che una biscia che rimanga nascosta per sette anni si tramuta in biddrina, diventando gigantesca come per magia. Questa serpe ammaliatrice vive nascosta presso le fonti e le paludi e riesce ad attirare i malcapitati che passino da quei luoghi incantandoli con lo sguardo.
L'invenzione di questa creatura rispondeva probabilmente all'esigenza di evitare che i bambini andassero a fare il bagno in questi laghetti paludosi col pericolo di annegarvi. La sua evocazione, infatti, è sempre stata lo spauracchio dei bambini.

## Avvistamenti
Si dice che una biddrina sarebbe stata uccisa a Cammuto, dove esiste scolpita in una fontana la sua figura con la data dell'evento. Un'altra nella contrada Cosciu negli anni sessanta. Sempre nel Salso negli anni cinquanta altri due esemplari sarebbero stati uccisi da alcuni pastori nella vallata sotto il monte Saraceno.